# Ränken
Ränken är en sjö i Eda kommun i Värmland och ingår i Göta älvs huvudavrinningsområde. Sjön är 34 meter djup, har en yta på 14,7 kvadratkilometer och befinner sig 87,1 meter över havet. Sjön avvattnas av vattendraget Byälven (Kölaälven).

## Delavrinningsområde
Ränken ingår i det delavrinningsområde (662809-130376) som SMHI kallar för Utloppet av Ränken. Medelhöjden är 144 meter över havet och ytan är 57,33 kvadratkilometer. Räknas de 48 avrinningsområdena uppströms in blir den ackumulerade arean 1 773,03 kvadratkilometer. Byälven (Kölaälven) som avvattnar avrinningsområdet har biflödesordning 2, vilket innebär att vattnet flödar genom totalt 2 vattendrag innan det når havet efter 292 kilometer. Avrinningsområdet består mestadels av skog (54 procent). Avrinningsområdet har 14,69 kvadratkilometer vattenytor vilket ger det en sjöprocent på 25,6 procent.